# Liste des sites classés des Alpes-Maritimes

En rouge sur la carte de France, le département des Alpes-Maritimes.

Logotype des monuments naturels et des sites dont la conservation ou la préservation présente un intérêt général du fait de leur caractère artistique, historique, scientifique, légendaire ou pittoresque.

La liste des sites classés des Alpes-Maritimes comprend 43 sites classés à l'inventaire des monuments naturels et des sites dont la conservation ou la préservation présente un intérêt général du fait de leur caractère artistique, historique, scientifique, légendaire ou pittoresque dans le département des Alpes-Maritimes.

## Classement
La liste, mise à jour au 5 juin 2023, des monuments naturels et des sites dont la conservation ou la préservation présente un intérêt général du fait de leur caractère artistique, historique, scientifique, légendaire ou pittoresque, comprend 43 sites classés dans le département des Alpes-Maritimes. Le classement est prévu par l'article L. 341-2 du code de l'environnement.
Les premiers sites classés dans le département des Alpes-Maritimes le sont à partir de 1912 en application de la loi du 21 avril 1906 organisant la protection des sites et monuments naturels de caractère artistique.
Les décrets ou arrêtés pris en application de la loi du 2 mai 1930 ayant pour objet de réorganiser la protection des monuments naturels et des sites de caractère artistique, historique, scientifique, légendaire ou pittoresque classent les sites soit en fonction de l'ensemble de ces caractéristiques soit simplement pour leur caractère « pittoresque ».
Le décret du 27 mai 2016  classant les plateaux de Calern et Caussols et leurs contreforts parmi les sites pittoresques du département est pris en anticipation de la loi du 8 août 2016 pour la reconquête de la biodiversité, de la nature et des paysages qui prévoit la révision des sites inscrits en ne conservant les effets de l'inscription par l'arrêté du 26 juillet 1976 qu'aux parties du site qui n'ont pu faire l'objet d'un classement.

## Catalogue des sites classés
Les 43 sites classés du département des Alpes-Maritimes sont catalogués dans la base territoriale régionale Aménagement Environnement mise en ligne par la direction régionale de l'Environnement, de l'Aménagement et du Logement de Provence-Alpes-Côte d'Azur. Ils couvrent une superficie totale de 263,33 km2. Les fiches détaillées élaborées par la direction régionale de l'Environnement sont datées de juillet 2007. La notice des plateaux de Calern et Caussols est datée de juillet 2022. Le catalogue est à jour au 5 juin 2023.
| Commune(s) | Nom du site classé                                                                                  | Date arrêtéou décret                        | Superficie(ha)       | Propriété                    | Autre(s)mesure(s) | Coordonnées                                             | Illustration |
| --- | --------------------------------------------------------------------------------------------------- | ------------------------------------------- | -------------------- | ---------------------------- | ----------------- | ------------------------------------------------------- | ------------ |
| Aiglun | Cascade du Végay                                                                                    | 06/11/1933 (A - ec)                         | 252                  | Commune, privée              | S : non C : non   | 43° 50′ 45″ N, 6° 55′ 35″ E                             |              |
| Antibes | Domaine public maritime constituant la côte du cap d'Antibes                                        | 30/10/1958 (A - p)                          | 810                  | État, Commune, privée        | S : oui C : oui   | 43° 33′ 11″ N, 7° 07′ 39″ E                             |              |
| Antibes | Quartier Bacon                                                                                      | 03/05/1913 (A)                              | 204                  | Commune                      | S : oui C : oui   | 43° 33′ 57″ N, 7° 08′ 14″ E                             |              |
| Antibes | Quartier de la Pinède                                                                               | 03/05/1913 (A)                              | 20                   | Commune                      | S : oui C : oui   | 43° 34′ 09″ N, 7° 06′ 56″ E                             |              |
| Antibes | Quartier Notre-Dame de Bon-Port                                                                     | 03/05/1913 (A)                              | 3                    | Commune                      | S : oui C : oui   | 43° 33′ 51″ N, 7° 07′ 56″ E                             |              |
| Cagnes-sur-Mer | Propriété ayant appartenu au peintre Auguste Renoir                                                 | 09/09/1966 (A - p)                          | 2                    | Commune, Département         | S : oui C : oui   | 43° 40′ 03″ N, 7° 09′ 25″ E                             |              |
| Cannes | Butte de Saint-Cassien                                                                              | 04/08/1936 (A - ec)                         | 3                    | Privée                       | S : oui C : oui   | 43° 32′ 59″ N, 6° 57′ 18″ E                             |              |
| Cannes | Île Saint-Honorat                                                                                   | 17/09/1941 (A - ec)                         | 39                   | Privée                       | S : oui C : oui   | 43° 30′ 28″ N, 7° 02′ 49″ E                             |              |
| Cannes | Île Sainte-Marguerite et sa forêt                                                                   | 17/03/1930 (A)                              | 169                  | État, Commune, privée        | S : oui C : oui   | 43° 31′ 27″ N, 7° 02′ 43″ E                             |              |
| Cannes | Ouvrages couronnant le mamelon du Suquet                                                            | 13/12/1921 (A)                              | 1                    | État, Commune, privée        | S : oui C : oui   | 43° 33′ 01″ N, 7° 00′ 38″ E                             |              |
| Cannes | Parties du domaine public maritime                                                                  | 04/06/1964 (A - p)                          | 11                   | État, Commune                | S : oui C : oui   | 43° 32′ 25″ N, 7° 01′ 58″ E                             |              |
| Carros | Le château                                                                                          | 03/08/1925 (A)                              | NR                   | Commune                      | S : oui C : non   | 43° 47′ 33″ N, 7° 11′ 13″ E                             |              |
| Castellar | Ruines du vieux Castellar                                                                           | 04/07/1922 (A)                              | NR                   | Privée                       | S : oui C : oui   | 43° 49′ 10″ N, 7° 30′ 19″ E                             |              |
| Caussols, Châteauneuf-Grasse, Cipières, Gourdon, Grasse, Le Bar-sur-Loup, Saint-Vallier-de-Thiey                        | Plateaux de Calern et Caussols et leurs contreforts                                                 | 27/05/2016 (D - p)                          | 116470               | Commune, privée              | S : oui C : oui   | 43° 46′ 03″ N, 6° 54′ 05″ E 43° 43′ 52″ N, 6° 54′ 15″ E |              |
| Châteauneuf-Villevieille                                                                                                | Ruines de l'ancien village et du château féodal                                                     | 08/12/1939 (A - ec)                         | 2                    | Commune, privée              | S : non C : oui   | 43° 47′ 48″ N, 7° 17′ 39″ E                             |              |
| Courmes | Cascade                                                                                             | 03/05/1913 (A)                              | 12                   | Commune                      | S : oui C : oui   | 43° 44′ 36″ N, 7° 00′ 01″ E                             |              |
| Èze | Château, porte des Maures et porte d'entrée de la ville                                             | 08/12/1922 (A)                              | NR                   | État, Commune, privée        | S : oui C : oui   | 43° 43′ 43″ N, 7° 21′ 42″ E                             |              |
| Èze | Ensemble naturel des falaises et partie du domaine public maritime correspondant                    | 21/08/1974 (D) 06/11/1984 (A)               | 1080                 | État                         | S : oui C : oui   | 43° 43′ 30″ N, 7° 21′ 55″ E                             |              |
| Èze | Immeuble dénommé « Belvédère d'Èze »                                                                | 24/07/1947 (A - ec)                         | 0,05                 | Privée                       | S : oui C : oui   | 43° 43′ 31″ N, 7° 20′ 54″ E                             |              |
| Èze | Partie de la basse corniche                                                                         | 20/07/1912 (A)                              | 0.3                  | Privée                       | S : oui C : oui   | 43° 43′ 44″ N, 7° 23′ 05″ E                             |              |
| Èze | Partie de la grande corniche                                                                        | 20/07/1912 (A)                              | 3.4                  | Privée                       | S : oui C : oui   | 43° 43′ 32″ N, 7° 20′ 06″ E                             |              |
| Èze | Terrain sis au quartier du Cap Roux                                                                 | 03/05/1913 (A)                              | 6                    | Commune                      | S : oui C : oui   | 43° 42′ 59″ N, 7° 20′ 52″ E                             |              |
| Guillaumes | Ruines du château et parcelle boisée qui l'avoisine                                                 | 04/11/1931 (A - ec)                         | 1                    | Commune                      | S : non C : non   | 44° 05′ 27″ N, 6° 51′ 20″ E                             |              |
| La Trinité-Victor | Terrain situé dans le domaine de l'observatoire de Nice                                             | 27/03/1914 (A)                              | 0.24                 | État                         | S : oui C : oui   | 43° 43′ 26″ N, 7° 18′ 11″ E                             |              |
| La Turbie | Parcelles avoisinant le trophée d'Auguste                                                           | 28/01/1933 (D)                              | NR                   | État, Commune                | S : oui C : oui   | 43° 44′ 41″ N, 7° 24′ 08″ E                             |              |
| La Turbie | Terrain communal dit « colline du Puy » et terrains reliant la colline au trophée d'Auguste         | 26/07/1921 (A)                              | 2                    | Commune                      | S : oui C : oui   | 43° 44′ 40″ N, 7° 24′ 13″ E                             |              |
| Mandelieu-la-Napoule, Théoule-sur-Mer (Alpes-Maritimes), Saint-Raphaël, Fréjus, Les Adrets-de-l'Estérel, Tanneron (Var) | Massif de l'Esterel oriental                                                                        | 03/01/1996 (D)                              | 14838 (dont 700 DPM) | État, Commune, privée        | S : oui C : oui   | 43° 30′ 46″ N, 6° 49′ 14″ E                             |              |
| Menton | Monastère de l'Annonciade                                                                           | 10/05/1963 (A - p)                          | 2                    | Commune                      | S : oui C : oui   | 43° 47′ 01″ N, 7° 29′ 21″ E                             |              |
| Menton | Olivaie du Pian et ses abords                                                                       | 07/02/1955 (A - p) 13/07/60 (A - p)         | 6                    | Commune                      | S : oui C : oui   | 43° 47′ 06″ N, 7° 30′ 48″ E                             |              |
| Menton | Parc du Souvenir (cimetière de Pigna)                                                               | 20/04/1976 (D)                              | 20                   | Commune                      | S : oui C : oui   | 43° 48′ 10″ N, 7° 28′ 55″ E                             |              |
| Mougins | Chapelle Notre-Dame de vie, pelouses et allées de cyprès                                            | 06/01/1938 (A - ec)                         | NR                   | Commune, privée              | S : oui C : oui   | 43° 35′ 43″ N, 7° 00′ 20″ E                             |              |
| Moulinet | Piton rocheux, chapelle de la Ménour, viaduc et chemin d'accès                                      | 02/12/1937 (A - ec)                         | NR                   | Commune                      | S : non C : non   | 43° 55′ 19″ N, 7° 24′ 43″ E                             |              |
| Nice | Colline du château                                                                                  | 24/12/1935 (A - ec)                         | 15                   | Commune                      | S : oui C : oui   | 43° 41′ 46″ N, 7° 16′ 47″ E                             |              |
| Nice, Villefranche-sur-Mer                                                                                              | Mont Alban, mont Boron et domaine public maritime                                                   | 28/10/1993                                  | 185 (dont 91 DPM)    | État, Commune, privée        | S : oui C : oui   | 43° 41′ 26″ N, 7° 18′ 02″ E                             |              |
| Roquebrune-Cap-Martin                                                                                                   | Le cap Martin                                                                                       | 26/12/1974 (D - p)                          | 89                   | État, Commune, privée        | S : oui C : oui   | 43° 45′ 18″ N, 7° 28′ 47″ E                             |              |
| Saint-Jean-Cap-Ferrat                                                                                                   | Chapelle de Saint-Hospice et terrains communaux l'environnant                                       | 16/01/1932 (A - ec)                         | NR                   | Commune                      | S : oui C : oui   | 43° 41′ 09″ N, 7° 20′ 49″ E                             |              |
| Saint-Jean-Cap-Ferrat                                                                                                   | Le cap Ferrat                                                                                       | 15/07/1975 (D - p)                          | 660                  | État, Commune, privée        | S : oui C : non   | 43° 41′ 16″ N, 7° 19′ 45″ E                             |              |
| Saint-Jeannet, Vence, Courmes, Coursegoules, Gréolières, Tourrettes-sur-Loup                                            | Les baous (de Saint-Jeannet, des Blancs, des Noirs, du plan des Noves)                              | 05/10/1976 (D - p) 22/08/1978 (D-extension) | 32880                | Département, Commune, privée |                   | 43° 45′ 05″ N, 7° 08′ 15″ E 43° 45′ 45″ N, 7° 05′ 06″ E |              |
| Tende | Vallée des Merveilles                                                                               | 22/04/1969 (A - p)                          | 3956                 | État, Commune, privée        | S : oui C : oui   | 44° 04′ 34″ N, 7° 26′ 18″ E                             |              |
| Vallauris | Chapelle Saint-Jean et cyprès qui l'entourent (site disparu avec la construction de l'Autoroute A8) | 16/10/1941 (A - ec)                         | NR                   | État, Commune, privée        | S : oui C : oui   | 43° 36′ 21″ N, 7° 04′ 09″ E                             |              |
| Vence | Sol et arbres de la Place Thiers                                                                    | 13/11/1935 (A - ec)                         | NC                   | Commune                      | S : oui C : oui   | 43° 43′ 23″ N, 7° 06′ 45″ E                             |              |
| Vence | Sol et marronnier de la place du Peyra                                                              | 13/11/1935 (A - ec)                         | NR                   | Commune                      | S : oui C : oui   | 43° 43′ 22″ N, 7° 06′ 46″ E                             |              |
| Villefranche-sur-Mer | Terrain situé au Cap Roux                                                                           | 24/12/1913 (A)                              | 0,1                  | Commune                      | S : oui C : oui   | 43° 43′ 14″ N, 7° 20′ 20″ E                             |              |
| Villefranche-sur-Mer | Terrains situés en contrebas de la Grande Corniche                                                  | 29/07/1937 (A - ec)                         | 1                    | Commune                      | S : oui C : oui   | 43° 43′ 12″ N, 7° 19′ 45″ E                             |              |